# Magnapaulia
Magnapaulia là một chi khủng long, được Prieto-Márquez Chiappe & Joshi mô tả khoa học năm 2012.